# Ярвинен, Матти

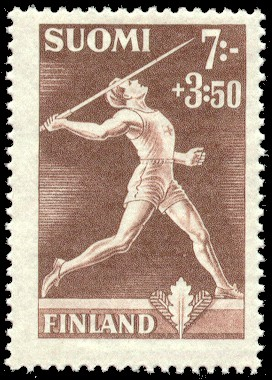
Ярвинен на почтовой марке Финляндии, 1945 год

Ма́тти Хенрикки Я́рвинен (фин. Matti Henrikki Järvinen; 18 февраля 1909, Таммерфорс, Великое княжество Финляндское — 22 июля 1985, Хельсинки, Финляндия) — финский легкоатлет, олимпийский чемпион; младший брат легкоатлета Акиллеса Ярвинена.

## Спортивная карьера
Матти Ярвинен родился в 1909 году в Таммерфорсе (Великое княжество Финляндское); его отцом был Вернер Ярвинен — бронзовый призёр Олимпиады — 1908. В 1932 году на Олимпийских играх в Лос-Анджелесе он завоевал золотую медаль, метнув копьё на 72 м 71 см. В 1934 года Матти Ярвинен стал чемпионом Европы, метнув копьё на 76 м 66 см и установив тем самым новый мировой рекорд. В 1936 году на Олимпийских играх в Берлине он был лишь 5-м, но в 1938 году вновь стал чемпионом Европы.
В годы Второй мировой войны Матти Ярвинен служил инструктором, обучая солдат метанию гранат.
Башня Олимпийского стадиона Хельсинки имеет высоту 72 м 71 см в честь знаменитого олимпийского броска Матти Ярвинена.